# Erkki Karu

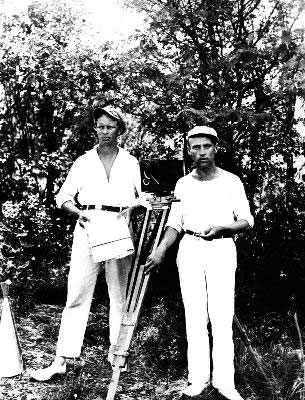
Erkki Karu (izq.) y Eino Kari en 1927

Erkki Karu (10 de abril de 1887 – 8 de diciembre de 1935) fue un editor, productor, director, guionista y actor cinematográfico finlandés, uno de los pioneros de la industria cinematográfica de su país.

## Biografía
Su verdadero nombre era Erland Fredrik Kumlander, y nació en Helsinki, Finlandia.
Karu inició su carrera artística en 1907 formando parte de una compañía teatral. Se interesó por el cine en los años 1910, y ya en 1915 quiso crear una compañía productora propia. Karu se dedicó plenamente al cine, siendo director, editor, guionista y productor de los cortos cómicos Ylioppilas Pöllövaaran kihlaus y Sotagulashi Kaiun häiritty kesäloma, distribuidos por Suomen Biografi Oy y estrenados en 1920.
Karu fundó la productora Suomi-Filmi en 1919, la cual llegó a ser una de las más importantes de su país en los años 1920. Karu trabajó para asegurar la viabilidad económica de su empresa, y hubo de esperar hasta 1922 para rodar su primer largometraje, una adaptación de la novela de Väinö Kataja Koskenlaskijan morsian que se estrenó el día de Año Nuevo de 1923. La cinta fue un éxito, al igual que su siguiente película, la adaptación de Aleksis Kivi Nummisuutarit, estrenada también en 1923. Gracias a la fama y a la calidad artística de ambas producciones, el año 1923 fue considerado como la cima de la carrera de director de Karu. A lo largo del resto de la década, así como a principios de los años 1930, Karu siguió dirigiendo filmes de gran popularidad como Myrskyluodon kalastaja (1924), Suvinen satu (1925), Muurmanin pakolaiset (1927) y Nuori luotsi (1928), siendo el director de mayor éxito en los primeros años de Suomi-Filmi.
Suomi-Filmi sufrió problemas económicos tras producirse el Crac del 29, pues disminuyó el público asistente a las salas de cine. Los socios de la productora acusaron a Karu de irresponsabilidad financiera, y en 1933 hubo de abandonar su empresa. Tras dejar Suomi-Filmi, Karu no perdió el tiempo, y unos meses después fundó otra empresa, Suomen Filmiteollisuus, que sería la principal rival de su antigua productora. Karu había querido empezar la nueva compañía con la ayuda de un ayudante de dirección de Suomi-Filmi, Risto Orko, pero Orko finalmente decidió quedarse en Suomi-Filmi al serle ofrecido un mejor puesto. Karu encontró otro socio, Toivo Särkkä, que llegaría a ser el director más prolífico, no sólo de Suomen Filmiteollisuus, sino de toda Finlandia. A lo largo de su trayectoria con la nueva productora, Karu únicamente dirigió dos películas, Syntipukki y Roinilan talossa, ambas de 1935 y estrenadas con poco éxito.
Erkki Karu falleció súbitamente en Helsinki en 1935. Había estado casado con Elli Kylmänen desde finales de 1915. Tuvieron dos hijos, Olavi (1916-1992) y Sinikka (1917-1994).

## Filmografía
- 1920 : Ylioppilas Pöllövaaran kihlaus
- 1920 : Sotagulashi Kaiun häiritty kesäloma
- 1921 : Se parhaiten nauraa joka viimeksi nauraa
- 1922 : Finlandia
- 1923 : Koskenlaskijan morsian
- 1923 : Nummisuutarit
- 1923 : Kun isällä on hammassärky
- 1924 : Myrskyluodon kalastaja
- 1925 : Suvinen satu
- 1927 : Muurmannin pakolaiset
- 1927 : Runoilija muuttaa
- 1928 : Nuori luotsi
- 1929 : Meidän poikamme
- 1931 : Tukkipojan morsian
- 1933 : Meidän poikamme merellä
- 1933 : Voi meitä! Anoppi tulee!
- 1933 : Ne 45000
- 1934 : Meidän poikamme ilmassa – me maassa
- 1935 : Syntipukki
- 1935 : Roinilan talossa